# Deutsche Bucht

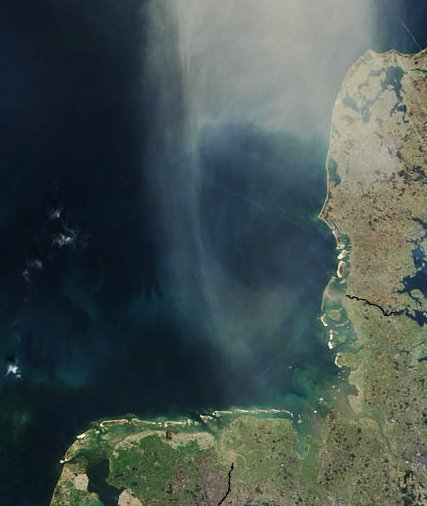
Satellitenbild der Deutschen Bucht

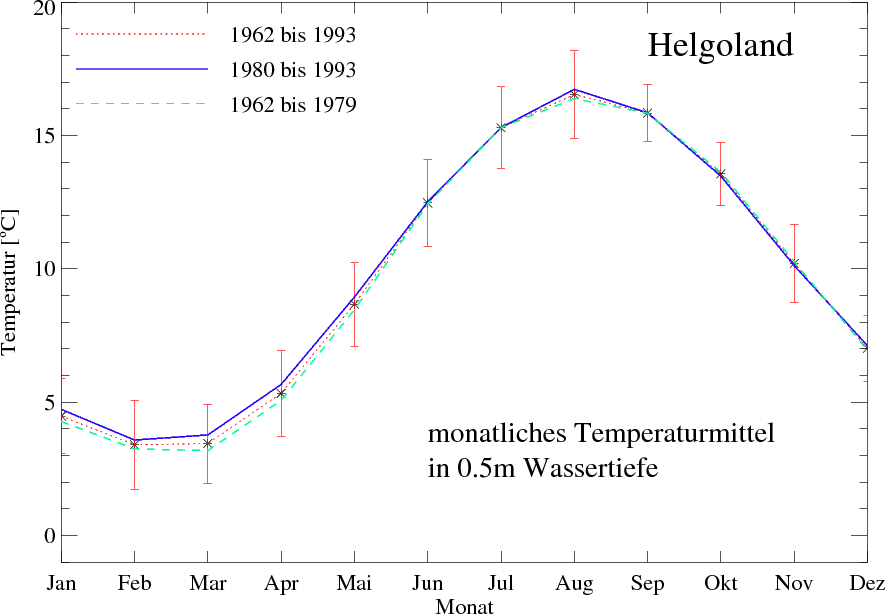
Jahreszeitlicher Verlauf der Wassertemperatur vor Helgoland

Die Deutsche Bucht (niederländisch Duitse Bocht, dänisch Tyske Bugt, westfriesisch Dútske Bocht, niederdeutsch Düütsche Bucht, englisch German Bight) ist eine Bucht der Nordsee vor der dänisch-deutsch-niederländischen Küste. Sie erstreckt sich über eine Fläche von rund 77.000 km², davon 3.000 km² Wattenmeer.

## Geographische Lage
Die Deutsche Bucht liegt auf dem europäischen Kontinentalschelf und reicht von den Westfriesischen Inseln (Niederlande) über die Ostfriesischen und Nordfriesischen Inseln (Deutschland) bis an die dänischen Wattenmeerinseln vor Jütland (Dänemark). Die nordwestliche Buchtabgrenzung ist die in der Nordsee liegende Doggerbank. Die zentrale Insel der Bucht ist Helgoland, welches seinerseits die nordwestliche Begrenzung der Helgoländer Bucht ist.
Im Helgoländer Becken, das direkt südwestlich vor Helgoland liegt, und in einem Becken südöstlich der Doggerbank, das sich mit dieser Lage auch vor Jütland befindet, ist die Deutsche Bucht jeweils bis 56 Meter tief. In die Bucht münden, von Nordost nach Südwest aufgezählt, die Flüsse Eider, Elbe, Weser, Jade und Ems.
Der die Deutsche Bucht von Südosten nach Nordwesten durchschneidende und vom Festland in Richtung Doggerbank zeigende deutsche Teil des Kontinentalschelfs wird Entenschnabel genannt.
Wettervorhersagegebiet:
Das gleichnamige international vereinbarte Wettervorhersagegebiet (seit 1955 etabliert, davor Helgoland) stimmt in Lage und Ausdehnung weitgehend mit dem hydrographischen Begriff der Deutschen Bucht überein.

## Wirtschaftliche Nutzung

Offshore-Windparks in der Deutschen Bucht

Im Südteil der Deutschen Bucht verläuft eine der am stärksten befahrenen Schifffahrtsstraßen der Erde, die von Hamburg bzw. der Elbemündung zur Straße von Dover bzw. zum Ärmelkanal führt.
In der deutschen Ausschließlichen Wirtschaftszone befinden sich zahlreiche Offshore-Windpark-Projekte, von denen einige (z. B. BARD Offshore 1, Meerwind Süd|Ost und Nordsee Ost) bereits fertiggestellt wurden und zur Stromerzeugung genutzt werden.

## Schutzgebiete
In der Deutschen Bucht, an deren küstennahen Randgebieten und auf mehreren Inseln liegen zahlreiche (deutsche) Schutzgebiete (alphabetisch sortiert):

### Biosphärenreservate
In der Bucht liegen diese Biosphärenreservate: Hamburgisches Wattenmeer, Niedersächsisches Wattenmeer und Schleswig-Holsteinisches Wattenmeer und Halligen.

### Fauna-Flora-Habitat-Gebiete
In der Bucht befinden sich diese Fauna-Flora-Habitat-Gebiete (FFH): Borkum-Riffgrund, Doggerbank, Dünenlandschaft Sylt-Süd, Dünen- und Heidelandschaften Nord- und Mittel-Sylt, Dünen- und Heidelandschaften Nord-Sylt, Nationalpark Hamburgisches Wattenmeer, Helgoland mit Helgoländer Felssockel, Hund und Paapsand, Küstenlandschaft Ost-Sylt, Küsten- und Dünenlandschaften Amrums, Nationalpark Niedersächsisches Wattenmeer, NTP Schleswig-Holsteinisches Wattenmeer und angrenzende Küstengebiete, Rantumbecken, Schleswig-Holsteinisches Elbästuar und angrenzende Flächen, Steingrund, Sylter Außenriff, Unterelbe, Unterems und Außenems, Unterweser und Weser bei Bremerhaven.

### Landschaftsschutzgebiete
In der Bucht liegt dieses Landschaftsschutzgebiet (LSG): Dithmarscher Wattenmeer. Außerdem liegen auf Inseln weitere LSGs: Amrum, Archsum, Dünen- und Heidelandschaft Hörnum auf Sylt, Jükermarsch und Tipkenhügel, Morsum, Nord-Ost-Heide Kampen, Rantum und Süd-Ost-Heide Kampen.

### Nationalparks
In der Bucht befinden sich diese Nationalparks: Hamburgisches Wattenmeer, Niedersächsisches Wattenmeer und Schleswig-Holsteinisches Wattenmeer.

### Naturschutzgebiete
In der Bucht liegen diese Naturschutzgebiete (NSG): Beltringharder Koog, Borkum Riff, Borkum-Riffgrund, Hamburger Hallig (überwiegend im Wattenmeer), Helgoländer Felssockel, Nordfriesisches Wattenmeer, Sylter Außenriff – Östliche Deutsche Bucht, Roter Sand, Wattenmeer nördlich des Hindenburgdammes und Doggerbank. Zudem liegen auf ein paar Inseln weitere NSGs: Amrumer Dünen, Baakdeel-Rantum/Sylt, Braderuper Heide/Sylt, Dünenlandschaft auf dem Roten Kliff/Sylt, Hörnum-Odde/Sylt, Lummenfelsen der Insel Helgoland, Morsum-Kliff, Nielönn/Sylt, Nord-Sylt, Rantumbecken und Rantumer Dünen/Sylt.

### Vogelschutzgebiete
In der Bucht befinden sich diese Vogelschutzgebiete (VSG): Emsmarsch von Leer bis Emden, Hamburgisches Wattenmeer, Hund und Paapsand, Krumhörn, Niedersächsisches Wattenmeer und angrenzendes Küstenmeer, Östliche Deutsche Bucht, Ramsar-Gebiet Schleswig-Holsteinisches Wattenmeer und angrenzende Küstengebiete, Seevogelschutzgebiet Helgoland, Unterelbe und Unterelbe bis Wedel.

## Kampfmittelreste aus dem Zweiten Weltkrieg
Laut deutschen Behörden befinden sich Stand 2020 etwa 1,3 Millionen Tonnen Kampfmittel und 280.000 Tonnen chemische Waffen aus dem Zweiten Weltkrieg versenkt vor der deutschen Nordseeküste.